# 固定镜头相机
固定镜头相机泛指一切不可以更换镜头的照相机。此类照相机一般采用镜间快门，鏡頭可為定焦或變焦。

## 优点
- 镜间快门可以保证整个画面同时曝光。
- 对于数码相机，由于镜头固定，镜头和感光元件之间形成了密闭空间，在照相机使用过程中，感光元件不会被污染。大多數水中相機為固定镜头相机。

## 缺点
- 由於無法更換鏡頭，因此受限於相機鏡頭本身所能提供的焦距及光圈大小。
- 對於數位相機而言，由於感光元件及CPU快速進步，相機過時甚至嚴重故障後只能整部淘汰。不像可更換鏡頭的相機，其鏡頭可以改在更新款的相機上繼續使用。

## 另見
- 傻瓜相機
- 類單眼相機